# Somalia na Letnich Igrzyskach Olimpijskich 1984
Somalię na Letnich Igrzyskach Olimpijskich 1984 reprezentowało 7 zawodników. Był to 2. start reprezentacji Somalii na letnich igrzyskach olimpijskich.

## Skład kadry

### Lekkoatletyka
Mężczyźni
- Ibrahim Okash – 400 metrów – odpadł w eliminacjach
- Abdi Bile

800 metrów – odpadł w ćwierćfinałach
1500 metrów – odpadł w półfinałach
- Jama Mohamed Aden

800 metrów – odpadł w eliminacjach
1500 metrów – odpadł w eliminacjach
- Ali Mohamed Hufane – 5000 metrów – odpadł w eliminacjach
- Mohiddin Mohamed Kulmiye – 10 000 metrów – odpadł w eliminacjach
- Ahmed Mohamed Ismail – maraton – 47. miejsce
- Abdul Lahij Ahmed – maraton – 73. miejsce